# Ius Chasma
Ius Chasma ist eines der Täler der Valles Marineris des Mars, des größten Riftsystems im Sonnensystem. Über eine Länge von 940 Kilometer bildet Ius Chasma in der Westhälfte dieses gewaltigen Grabenbruchs den nördlichen Rand zum Marshochland. 